# ماهی‌خورک کوتوله آفریقای مرکزی

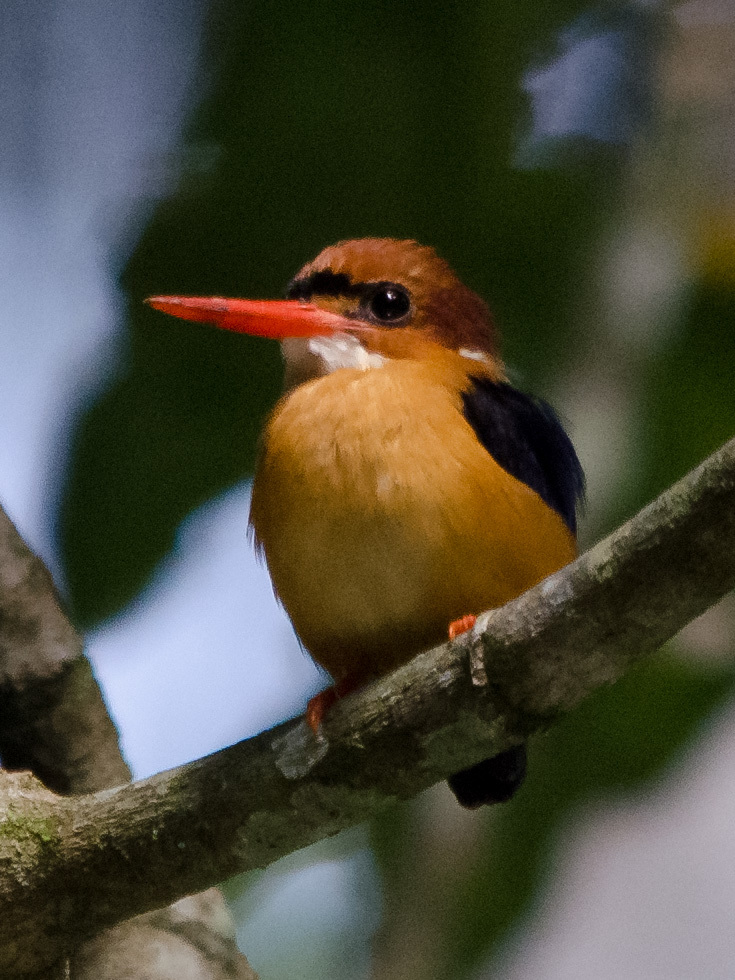

ماهی‌خورک کوتوله آفریقای مرکزی (نام علمی: Ceyx lecontei) نام یک گونه از سرده ماهی‌خورک‌های کوتوله است.